# スモーキン・ブギ
「スモーキン・ブギ」（Smokin' boogie） は、1974年12月に東芝EMIのレーベル・EXPRESSから発売されたダウン・タウン・ブギウギ・バンドの楽曲で3枚目のシングル曲。

## 解説
作詞は新井武士、作曲は宇崎竜童による。
ダウン・タウン・ブギウギ・バンドが有名になるきっかけとなった楽曲である。
ダウン・タウン・ブギウギ・バンドを代表する作品とされ、宇崎竜童のその後のキャリアの中でも多くの機会に演奏されている。
累計売上は70万枚の大ヒットになった。　
この曲の歌詞について、バンドのベーシストで作詞をしたある新井武士は、「リズムに乗せてゴロ合わせをしただけ」と述べている。

## アートワーク
本作は2種類のジャケット写真が存在する。当初は「スモーキン・ブギ」を主にしたジャケット写真で発売されたが、その後、B面「恋のかけひき」との両A面扱いの表記で、メンバーがモノクロ写真で全身が映っているジャケット写真でも発売された。

## 収録曲
全作曲：宇崎竜童

### SIDE A
1. スモーキン・ブギ
作詞：新井武士／編曲：ダウン・タウン・ブギウギ・バンド

### SIDE B
1. 恋のかけら
作詞：宇崎竜童／編曲：山屋清

## おもなカバー・パロディ
1975年11月には、シャ・ナ・ナが、宇崎竜童の英語詞によるカバーを制作し、日本でシングルとして発売された。
憂歌団は、「スモーキン・ブギ」と、エルモア・ジェームスの1961年の曲「シェイク・ユア・マネーメイカー」を繋げた演奏を、レコード・デビュー前の1975年当時から披露しており、こうした演奏の録音のひとつは、後に2005年のアルバム『LOST TAPES』で公開された。
大瀧詠一がプロデュースした1978年のアルバム『LET'S ONDO AGAIN』には、「禁煙音頭」と題するこの曲のパロディが収録された。この曲は後に鈴木雅之のデビュー30周年記念ライブ・アルバム『MASAYUKI SUZUKI 30TH ANNIVERSARY LIVE THE ROOTS〜could be the night〜』のボーナス・トラックにゴスペラッツによるカバーが収録された。（LET'S ONDO AGAIN#SIDE 2：参照）
嘉門達夫（後の嘉門タツオ）は、この曲の替え歌を作詞して、1994年に「スモーキン・ブギ・レディース」として発表した。
横浜銀蝿は、2002年にダウン・タウン・ブギウギ・バンドのカバーである「港のヨーコ・ヨコハマ・ヨコスカ」をシングルとしてリリースし、その2曲目としてこの曲をカバーした。
奥田民生はライブでこの曲を取り上げており、この曲のライブ演奏が2002年のシングル「まんをじして」の2曲目に収録され、2008年のアルバム『BETTER SONGS OF THE YEARS』に収録された。2016年のアルバム『秋コレ 〜MTR&Y Tour 2015〜』にも2015年のライブ演奏が収録されている。
新井武士は、アンサーソング「スモーキング・ブギ  其の二」を作っている。アルバム「俺だけの唄のなかで」で発表しており、喫煙率が低下し、禁煙者の禁煙の難しさを嫌煙な時代背景を見事にまたコミカルに表現している。

## エピソード
この曲が出た当時、「歯ブラシ ゴシゴシ」という歌詞を活用し歯磨メーカーとタイアップしてコマーシャルソングとして起用するという話があった。ライオン歯磨に話を持ち込んだものの、「クソして一プク」という歌詞が問題視され、東芝レコード宣伝部によると「この歌詞がどう考えても品が無いという反応だった」として企画段階でボツになったという。
爆風スランプのサンプラザ中野（後のサンプラザ中野くん）は、当時中学生で、この曲が大好きだったと述べている。
ウルフルズのトータス松本は、親にねだって初めて買ってもらったレコードが、この曲であった。2015年9月29日に放送されたNHK BSプレミアムの音楽番組『The Covers』では、ウルフルズがこの曲のカバーを披露した。
この曲がヒットした当時、ダウン・タウン・ブギウギ・バンドのドラマーだった相原誠は、後に新宿にライブハウス「スモーキン・ブギ」を開いた。
B面の「恋のかけら」はザ・キングトーンズに書いたが不採用になった為、バンドでレコーディングした。